# ربیع عثمان
ربیع عثمان (عربی: ربيع محمد عثمان؛ زادهٔ ۱ ژوئیهٔ ۱۹۷۵) بازیکن سابق و مربی فوتبال اهل لبنان است.
وی همچنین در تیم ملی فوتبال لبنان بازی کرده است.